# Marianna Del Mestre
Marianna Del Mestre (15 gennaio 1940) è un'ex cestista italiana.

## Carriera
Con l'Italia ha disputato i mondiali 1967 e i Campionati europei del 1966.